# Лес для деревьев
«Лес для деревьев» (нем. Der Wald vor lauter Bäumen, буквально — «Лес перед сплошными деревьями») — немецкий фильм 2003 года режиссёра  Марен Аде.

## Сюжет
Молодая незамужняя учительница Мелани Прёшле, говорящая с характерным швабским акцентом (в Германии швабы нередко воспринимаются как дремучие провинциалы) устраивается на свою первую работу в реальном училище г. Карлсруэ, причём ей поручают вести трудный класс. При знакомстве с учителями она говорит, что готова внести «свежее дыхание» в учебный процесс, но в реальности не способна справиться со своими учениками. Она пытается завязать знакомства среди местных, однако единственным, кто ей симпатизирует, оказывается чудаковатый учитель Торстен. Тина, хозяйка магазина одежды, с которой Мелани вначале пытается подружиться, вскоре превращается в её врага. На этой почве у Мелани происходит нервный срыв.
Фильм снят в жанре псевдодокументального реализма. Он вышел на экраны в 2005 году и был номинирован на ряд призов.

## В ролях
- Ева Лёбау: Мелани Прёшле, учительница-швабка
- Даниэла Хольц: Тина Шаффнер, хозяйка магазина одежды
- Ян Нойманн: Торстен Рем, чудаковатый учитель
- Илона Кристина Шульц: фрау Зусман
- Роберт Шупп: Тобиас, приятель Тины